# Rockers Meets King Tubby in a Firehouse
A Rockers Meets King Tubby in a Firehouse Augustus Pablo és  King Tubby közös lemeze 1980-ból. A 'Rockers'  Augustus  Pablo beceneve volt.
A felvételek a  King Tubby's Studio -ban készültek Kingstonban. A  "Fire House"     Kingston Waterhouse nevű részére utal, itt volt   King Tubby  stúdiója. Prince Jammy is közreműködött a lemez készítésében, de nem szerepel a zenészek között. 

## Számok
1. Rockers Meet King Tubby In a Firehouse
2. Short Man Dub
3. Zion Is A Home
4. Dub In a Matthews Lane Arena
5. Jah Says Dub
6. Son of Jah Dub
7. Simeon Tradition
8. Selassie I Dub
9. Jah Moulty Ital Sip

## Zenészek
- Augustus Pablo – melodika, zongora, clavinet, orgona, producer
- Robbie Shakespeare – basszusgitár
- Junior Dan –  basszusgitár
- Michael Taylor –  basszusgitár
- Bugsy –  basszusgitár
- Mikey "Boo" Richards – dob
- Albert Malawi – dob
- Leroy "Horsemouth" Wallace – dob
- Earl "Chinna" Smith – gitár
- Dalton Brownie – gitár
- Fazal Prendergast – gitár
- Cleon – gitár
- Deadly Headly – trombita

## Külső hivatkozások
- https://web.archive.org/web/20070913070248/http://www.roots-archives.com/release/1517
- http://digilander.libero.it/zapatelli/new/discography/records/rockers_meets_king_tubby_in_a_fire_house.html